# Maja Cassel
Maja Cassel (21 de mayo de 1891-12 de enero de 1953) fue una actriz y cantante de nacionalidad sueca.

## Biografía
Su verdadero nombre era Hilda Maria Cassel, y nació en Estocolmo, Suecia, siendo su padre el agente maderero Isak Cassel, de Sundsvall. Cassel estudió en la escuela del Teatro Dramaten, actuando en el mismo en 1911 y 1912, pasando después a teatros de Estocolmo, Gotemburgo y Helsinki, donde trabajó en operetas. Fue primera actriz de revista con Ernst Rolf, y actuó en el Chat Noir de Oslo en 1920-1923, en el Hippodromen de Malmö en 1923-1927, y en el Vasateatern en 1927-1929. En los años 1930 actuó en teatros de Gotemburgo y Malmö, principalmente a causa de su matrimonio con Lars Egge, que trabajaba en el Stora Teatern de Gotemburgo.  
Debutó en el cine en 1916 con la cinta de Georg af Klercker Aktiebolaget Hälsans gåva, participando en un total de 15 producciones. 
Maja Cassel falleció en 1953 en Estocolmo. Entre 1914 y 1918 estuvo casada con el actor Torre Cederborg, y desde 1928 a 1940 con el también actor Lars Egge. 

## Filmografía (selección)
- 1916 : Ministerpresidenten
- 1916 : Aktiebolaget Hälsans gåva
- 1916 : Svärmor på vift eller Förbjudna vägar
- 1916 : Calle som miljonär
- 1916 : Fången på Karlstens fästning
- 1916 : Nattens barn
- 1920 : Skomakarprinsen
- 1920 : En hustru till låns
- 1922 : Anderssonskans Kalle
- 1926 : Hon, den enda
- 1945 : I Roslagens famn
- 1946 : Begär
- 1947 : Dynamit
- 1947 : Får jag lov, magistern!

## Teatro
- 1917 : Atlanten vid Kristinehamn, de Axel Engdahl, Folkan[1]
- 1917 : Mästertjuven, de Tristan Bernard y Alfred Athis, dirección de Einar Fröberg, Djurgårdsteatern[2]
- 1921 : Bolsjevikdiamanten, de Ture Nerman, dirección de Ernst Rolf, Komediteatern[3]
- 1926 : Apollon ombord, de Evert Taube, dirección de Oskar Textorius, Vasateatern[4][5]
- 1926 : Niniche, de Marius Boullard, Alfred Hennequin y Albert Millaud, dirección de Albert Ranft, Vasateatern[6]
- 1928 : Inte på mun, de Maurice Yvain y André Barde, dirección de Oskar Textorius, Vasateatern[7][8]
- 1928 : Hennes excellens, de Michael Krausz, Ernst Welisch y Rudolf Schanzer, dirección de Oskar Textorius, Vasateatern[9]
- 1929 : Katja, de Jean Gilbert, Leopold Jacobson y Rudolph Österreicher, dirección de Oskar Textorius, Vasateatern[10]
- 1929 : Nattkavaljeren, de Robert Stolz, Alfred Maria Willner y Rudolf Österreicher, dirección de Oskar Textorius, Vasateatern[11]
- 1929 : Hjärter dam, de Lewis E. Gensler, Laurence Schwab y B. G. de Sylva, dirección de Nils Johannisson, Vasateatern[12][13]
- 1945 : Geishan, de Sidney Jones, Owen Hall y Harry Greenbank, dirección de Oscar Winge, Malmö stadsteater[14]
- 1951 : Blåjackor, de  Lajos Lajtai y Lauri Wylie, dirección de Sven Aage Larsen, Teatro Oscar[15]